# Daspletis vulpes
Daspletis vulpes là một loài ruồi trong họ Asilidae. Daspletis vulpes được Loew miêu tả năm 1858.